# Sweetener (album)
Sweetener je četvrti studijski album američke pjevačice Ariane Grande. Album je 17. kolovoza 2018. objavila diskografska kuća Republic Records. Gostujući glazbenici koji su se pojavili na njemu su Pharrell Williams, Nicki Minaj i Missy Elliott.
Album je dobio pohvale kritičara, debitirao je na prvom mjestu američke ljestvice Billboard 200 u prvom tjednu objave te je bio prodan u 231.000 primjeraka, čime je to postalo Grandeinim trećim albumu koji se našao na vrhu ljestvice u SAD-u koji je bio prodan u najviše primjeraka u prvom tjednu objave. Također se našao na vrhu nekolicine međunarodnih ljestvica albuma, uključujući one u Austriji, Belgiji, Kanadi, Irskoj, Italiji, Novom Zelandu, Norveškoj, Portugalu, Španjolskoj, Švicarskoj i Ujedinjenom Kraljevstvu. Sweetener je osvojio nagradu Grammy za najbolji vokalni pop album na 61. dodjeli nagrada te je to i ujedno prvi Grandein osvojen Grammy.
Singlovi s albuma su: "No Tears Left to Cry", "The Light Is Coming", "God Is a Woman" i "Breathin". 

## O albumu
Dana 13. studenog 2016., Grande je izjavila na Snapchatu da je završila svoj četvrti album. Kasnije je pojasnila: "Nisam namjeravala napraviti album, ali imam hrpu pjesama koje stvarno volim. Puno radim na njima stvaraju ih i osjećam nadahnuće." U prosincu 2017. potvrdila je da još radi na albumu. Arianin menadžer Scooter Braun izjavio je za Variety da album ima zreliji zvuk: "Vrijeme je da Ariana pjeva pjesme koje ju definiraju.
Pharrell Williams izjavio je za Los Angeles Times:" Ono što Ariana ima za reći na ovom albumu, to je prilično nova razina. "Producenti Max Martin i Savan Kotecha bili su kasnije potvrdili da su surađivali s Arianom na albumu.  Dana 28. prosinca 2017. Grande je tijekom cijele godine podijelila nekoliko slika nje u studiju. Sljedeći tjedan, Grande je podijelila isječak iz albuma na svom Instagramu, koji je kasnije postao pjesma pod naslovom "Get Well Soon". 16. travnja 2018. godine, objavljeno je da se Ariana može premjestiti na glavno izdanje za 20. travnja 2018., zbog objavljivanja albuma Post Malone 27. travnja.  Dana 17. travnja 2018., Grande je objavila da će glavni singl albuma "No Tears Left to Cry" biti objavljen 20. travnja 2018. 
Na The Tonight Showu U glavnoj ulozi Jimmy Fallon, Grande je objavila da će se njezin album zvati Sweetener. Rekla je da je značenje iza naslova: "To je nešto poput donošenja svjetlosti situaciji, nekog nečijem životu ili nekom drugom koji donosi svjetlo u vaš život ili zaslađivanje situacije."  Time magazin Sam Lansky primjećuje da je prvi put uz ovaj album Grande "preuzeo vodstvo o pisanju". Krajem svibnja 2018. najavila je da će album imati 15 pjesama i tri suradnje, a to su Missy Elliott, Nicki Minaj i Pharrell Williams. Početkom lipnja 2018. godine Grande je priopćila u Wango Tango da će album biti dostupan za predbilježbu 20. lipnja, a "The Light Is Coming" bit će objavljen zajedno s njim.  Drugi singl "God Is A Woman" početkom je zakazan za objavu 20. srpnja 2018., međutim, kasnije je premjestila objavljivanje tjedan dana do 13. srpnja. Prije objavljivanja albuma, Spencer Kornhaber iz The Atlantic komentirao je da su prva tri singla s albuma "potaknuta osjećajem prkosa i smrti ... trifecta pseudo-spiritualizma i potajne inovacije ... Arianina glazba i videozapisi zrače opojnim samopouzdanjem.

### Singlovi
S albuma su bila objavljena četiri singla koja su ušla u top 20 singlova u SAD-u. Glavni singl, "No Tears Left to Cry", bio je objavljen 20. travnja 2018. uz glazbeni spot te je debitirao na trećem mjestu ljestvice Billboard Hot 100.  "God Is a Woman" je drugi singl s albuma, a objavljen je 13. srpnja 2018.  Treći i posljednji singl s albuma je "Breathin" koji je debitirao na 22. mjestu nakon objave albuma i otada je dosegnuo broj 13.

### Promotivni pojedinačno
Promotivni singl s albuma je "The Light is Coming", na kojem Grande pjeva uz Nicki Minaj te je objavljen kao promotivni singl 20. lipnja 2018. Pjesma je debitirala na broju 95 na Billboard Hot 100 i kasnije je dostigla vrhunac na 89. mjestu, nakon objavljivanja albuma.

## Popis pjesama[4]
| 1.    | »Raindrops (An Angel Cried)«          | Bob Gaudio                                                                         | Max Martin, Ilya         | 0:37 |
| 2.    | »Blazed« (s Pharrellom Williamsom)    | Williams                                                                           | Pharrell Williams        | 3:16 |
| 3.    | »The Light Is Coming« (s Nicki Minaj) | Williams, Onika Maraj, Ariana Grande                                               | Williams                 | 3:48 |
| 4.    | »R.E.M«                               | Williams                                                                           | Williams                 | 4:05 |
| 5.    | »God Is a Woman«                      | Grande, Ilya Salmanzadeh, Savan Kotecha, Martin, Rickard Göransson                 | Ilya                     | 3:17 |
| 6.    | »Sweetener«                           | Williams, Grande                                                                   | Williams                 | 3:28 |
| 7.    | »Successful«                          | Williams                                                                           | Williams                 | 3:47 |
| 8.    | »Everytime«                           | Grande, Salmanzadeh, Kotecha, Martin                                               | Martin, Ilya             | 2:52 |
| 9.    | »Breathin«                            | Grande, Salmanzadeh, Kotecha, Peter Svensson                                       | Ilya                     | 3:18 |
| 10.   | »No Tears Left to Cry«                | Grande, Martin, Kotecha, Salmanzadeh                                               | Martin, Ilya             | 3:25 |
| 11.   | »Borderline« (s Missy Elliott)        | Williams, Melissa Elliott                                                          | Williams                 | 2:57 |
| 12.   | »Better Off«                          | Tommy Brown, Chauncey Hollis, Brian Malik Baptiste, Kim "Kaydence" Krysiuk, Grande | Hit-Boy, Brown, Baptiste | 2:51 |
| 13.   | »Goodnight n Go«                      | Imogen Heap, Brown, Charles Anderson, Michael Foster, Grande, Victoria McCants     | Brown, Anderson, Foster  | 3:09 |
| 14.   | »Pete Davidson«                       | Grande, Brown, Anderson, McCants                                                   | Brown, Anderson          | 1:13 |
| 15.   | »Get Well Soon«                       | Williams, Grande                                                                   | Williams                 | 5:22 |
| 47:25 |                                       |                                                                                    |                          |      |